# Nacarina titan
Nacarina titan is een insect uit de familie van de gaasvliegen (Chrysopidae), die tot de orde netvleugeligen (Neuroptera) behoort. 
Nacarina titan is voor het eerst wetenschappelijk beschreven door Banks in 1915.